# Zdeněk Jelínek
Zdeněk Jelínek (1928. június 13. –) cseh nemzetközi labdarúgó-játékvezető.

## Pályafutása

### Nemzeti játékvezetés
A játékvezetésből 1986-ban vizsgázott, 1965-ben lett az I. Liga játékvezetője. Az aktív nemzeti játékvezetéstől 1977-ben vonult vissza. Első ligás mérkőzéseinek száma: 114.

#### Nemzeti kupamérkőzések
Vezetett Kupa-döntők száma: 3.

##### Csehszlovák Kupa
A Csehszlovák Kupát 1960-1993 között rendezték. 1967-1968, 1973-1974, 1975-1976 idények végén kapott megbízást a döntő vezetésére.

### Nemzetközi játékvezetés
A Csehszlovák labdarúgó-szövetség Játékvezető Bizottsága (JB) terjesztette fel nemzetközi játékvezetőnek, a Nemzetközi Labdarúgó-szövetség (FIFA) 1974-től tartotta nyilván bírói keretében. Több nemzetek közötti válogatott és klubmérkőzést vezetett, vagy működő társának partbíróként segített. Az aktív nemzetközi játékvezetéstől 1975-ben búcsúzott. Válogatott mérkőzéseinek száma: 2.

## Statisztika

### Nemzetközi válogatott mérkőzései
| #  | Dátum             | Helyszín                   | Hazai         | Eredmény | Vendég           | Kiírás             | Gólok | Esemény |
| -- | ----------------- | -------------------------- | ------------- | -------- | ---------------- | ------------------ | ----- | ------- |
| 1. | 1975. március 26. | Poznań, Július 22. Stadion | Lengyelország | 7 – 0    | Egyesült Államok | barátságos         | -     |         |
| 2. | 1975. június 7.   | Szófia, Levszki stadion    | Bulgária      | 4 – 0    | Magyarország     | olimpiai selejtező | -     |         |
|    | Összesen          |                            |               | 2        | mérkőzés         |                    |       |         |